# 패킷 라이팅
패킷 라이팅(packet writing) 또는 IPW(incremental packet writing)은 1번 쓰기 전용 또는 다시 쓰기가 가능한 CD와 DVD 매체가 운영 체제 안에서 플로피 디스크와 유사한 방식으로 사용될 수 있게 하는 광디스크 기록 기법이다.

## 소프트웨어
패킷 라이팅을 구현하는 소프트웨어는 다음과 같다:
- Nero InCD
- Drive Letter Access
- Linux (since 2.6.8)